# Mandres-sur-Vair
Mandres-sur-Vair és un municipi francès, situat al departament dels Vosges i a la regió del Gran Est. L'any 2007 tenia 318 habitants.

## Demografia

### Població
El 2007 la població de fet de Mandres-sur-Vair era de 318 persones. Hi havia 132 famílies, de les quals 31 eren unipersonals (3 homes vivint sols i 28 dones vivint soles), 49 parelles sense fills, 45 parelles amb fills i 7 famílies monoparentals amb fills.
La població ha evolucionat segons el següent gràfic:
Habitants censats

### Habitatges
El 2007 hi havia 154 habitatges, 138 eren l'habitatge principal de la família, 8 eren segones residències i 8 estaven desocupats. 131 eren cases i 23 eren apartaments. Dels 138 habitatges principals, 109 estaven ocupats pels seus propietaris, 26 estaven llogats i ocupats pels llogaters i 3 estaven cedits a títol gratuït; 2 tenien una cambra, 9 en tenien dues, 17 en tenien tres, 36 en tenien quatre i 74 en tenien cinc o més. 106 habitatges disposaven pel capbaix d'una plaça de pàrquing. A 59 habitatges hi havia un automòbil i a 68 n'hi havia dos o més.

### Piràmide de població
La piràmide de població per edats i sexe el 2009 era:
| Homes | Edats   | Dones |
| ----- | ------- | ----- |
| 0     | 95 o +  | 0     |
| 0     | 90 a 94 | 0     |
| 0     | 85 a 89 | 0     |
| 0     | 80 a 84 | 4     |
| 8     | 75 a 79 | 4     |
| 8     | 70 a 74 | 4     |
| 8     | 65 a 69 | 4     |
| 12    | 60 a 64 | 8     |
| 8     | 55 a 59 | 12    |
| 16    | 50 a 54 | 8     |
| 12    | 45 a 49 | 20    |
| 12    | 40 a 44 | 4     |
| 4     | 35 a 39 | 8     |
| 24    | 30 a 34 | 20    |
| 8     | 25 a 29 | 8     |
| 8     | 20 a 24 | 4     |
| 8     | 15 a 19 | 0     |
| 4     | 10 a 14 | 0     |
| 12    | 5 a 9   | 16    |
| 12    | 0 a 4   | 16    |

## Economia
El 2007 la població en edat de treballar era de 202 persones, 144 eren actives i 58 eren inactives. De les 144 persones actives 128 estaven ocupades (68 homes i 60 dones) i 17 estaven aturades (7 homes i 10 dones). De les 58 persones inactives 35 estaven jubilades, 7 estaven estudiant i 16 estaven classificades com a «altres inactius».

### Ingressos
El 2009 a Mandres-sur-Vair hi havia 155 unitats fiscals que integraven 382 persones, la mediana anual d'ingressos fiscals per persona era de 19.052 €.

### Activitats econòmiques
Dels 11 establiments que hi havia el 2007, 1 era d'una empresa extractiva, 1 d'una empresa de fabricació d'altres productes industrials, 3 d'empreses de construcció, 2 d'empreses de comerç i reparació d'automòbils, 2 d'empreses de serveis, 1 d'una entitat de l'administració pública i 1 d'una empresa classificada com a «altres activitats de serveis».
Dels 5 establiments de servei als particulars que hi havia el 2009, 3 eren tallers de reparació d'automòbils i de material agrícola, 1 paleta i 1 fusteria.
L'any 2000 a Mandres-sur-Vair hi havia 10 explotacions agrícoles que ocupaven un total de 393 hectàrees.

## Equipaments sanitaris i escolars
El 2009 hi havia una escola maternal integrada dins d'un grup escolar amb les comunes properes formant una escola dispersa. A Mandres-sur-Vair hi havia 1 col·legi d'educació secundària i 1 liceu d'ensenyament general. amb 52 alumnes.

## Poblacions més properes
El següent diagrama mostra les poblacions més properes.